# Kid Kash
David Cash (né le 31 juillet 1969 à Waynesboro), plus connu sous le nom de ring de Kid Kash, est un catcheur (lutteur professionnel) américain.
Il se fait connaitre dans la deuxième moitié des années 1990 à l'Extreme Championship Wrestling (ECW) où il remporte le championnat du monde Télévision de l'ECW. Après la banqueroute de l'ECW en 2001, il lutte dans diverses fédérations avant de rejoindre la Total Nonstop Action Wrestling (TNA) en 2002. Il y devient champion de la division X et champion du monde par équipe de la National Wrestling Alliance avec Dallas. En 2005, il s'engage avec la World Wrestling Entertainment et y devient champion des poids mi-lourds de la WWE et se fait renvoyer un an plus tard. Il fait ensuite des apparitions ponctuelles à la TNA et lutte sur le circuit indépendant nord-américain avant d'arrêter sa carrière fin 2015.
Il dirige une école de catch et d'arts martiaux mixtes dans le Tennessee et s'essaye dans ce dernier sport en novembre 2016.

## Carrière de catcheur

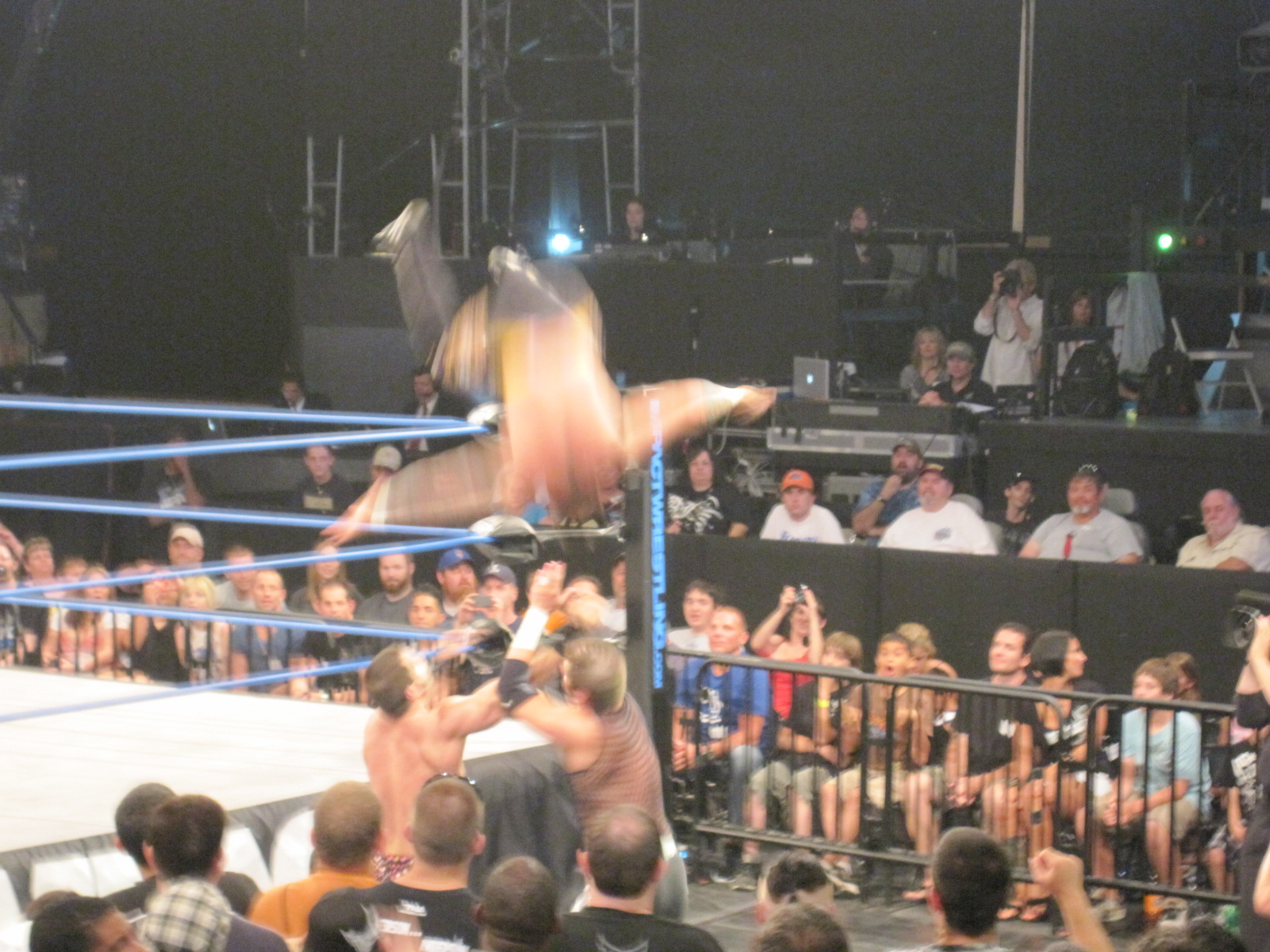
Austin Aries contre Kid Kash contre Jimmy Rave, Match 2.

### Débuts (1994-1998)
Alors qu'il travaille comme soudeur, Cash rencontre le catcheur Ricky Morton dans une salle de musculation du Tennessee. Morton et Tim Horner l'entraîne puis Cash fait ses premiers combats en 1994. Au cours de son premier combat face à Wahoo McDaniel (en) il se casse une cheville. Durant cette période, il lutte principalement dans des fédérations du Sud des États-Unis et fait équipe avec Morton, Wahoo McDaniel ou encore Greg Valentine. 
Après sa première apparition à l'Extreme Championship Wrestling, il ne réussit pas à convaincre Paul Heyman à l'engager et retourne lutter dans le Sud. En 1998, il tente sa chance à la World Wrestling Federation mais il se fracture les deux chevilles au cours d'un combat face à Essa Rios (en).

### Extreme Championship Wrestling (1996-2001)
Il rejoint l'Extreme Championship Wrestling (ECW) fin 1996. Il lutte alors sous le nom de Tyler Jericho et le 16 novembre 1996 au cours de November to Remember il perd un match face à Big Stevie Cool.
Il retourne à l'ECW à partir de juin 1999 et c'est dans cette fédération qu'il adopte le nom de ring de Kid Kash qu'il va utiliser durant le reste de sa carrière,. C'est Paul Heyman qui a l'idée de ce nom à cause de la ressemblance avec Kid Rock. Il commence alors à s'habiller comme ce chanteur. En 1999, il est un jobber et change de statut l'année suivante. 
Le 7 janvier 2000, Danny Doring (en) et Roadkill (en) blessent Kash qui se fracture la mâchoire,. Il décide de continuer à lutter et apparait deux jours plus tard durant Guilty as Charged dans un match par équipe. ce qui impressionne Heyman qui décide de le mettre en valeur. Le 12 mars au cours de Living Dangerously, il affronte Mike Awesome dans un match pour le championnat du monde poids lourd de l'ECW que ce dernier conserve. Il devient ensuite le rival de C. W. Anderson qu'il bat le 14 mai au cours d'Hardcore Heaven. Kash s'allie avec Doring et Roadkill pour obtenir une seconde victoire sur Anderson, Simon Diamond (en) et Johnny Swinger le 16 juillet au cours d'Heat Wave. Le 11 août, il affronte Justin Credible dans un match pour le championnat du monde poids lourd de l'ECW qui se conclut sans vainqueur après les interventions de Rhino qui attaque Kash puis de Rob Van Dam qui vient en aide à Kash. Il fait équipe avec Van Dam durant le tournoi pour désigner les champions du monde par équipes de l'ECW et ils se font éliminer au premier tour par Jerry Lynn et Tommy Dreamer le 25 août. Le lendemain, il devient champion du monde Télévision de l'ECW après sa victoire face à Rhino. Son règne est assez court puisque Rhino récupère ce titre le 9 septembre au cours de l'enregistrement de ECW Hardcore TV diffusé le 24 septembre. 
Il fait sa dernière apparition à l'ECW le 7 janvier 2001 lors de Guilty as Charged où il fait équipe avec Super Crazy et ils perdent un match à trois équipes remporté par Yoshihiro Tajiri et Mickey Whipwreck comprenant aussi Little Guido et Tony Mamaluke. L'ECW cesse d'organiser des spectacles de catch quelques jours plus tard avant de se déclarer en banqueroute. 

### World Championship Wrestling (2001)
À la suite des difficultés financières de l'Extreme Championship Wrestling, Cash tente sa chance à la World Championship Wrestling. Il y fait qu'un seul combat au cours de la dernière émission de Thunder le 21 mars 2001 où il perd face à Jason Jett.

### X Wrestling Federation (2001-2002)
Kash commence à travailler pour la X Wrestling Federation (XWF) fin 2001 et devient le premier champion du monde des poids lourd-légers de la XWF le 13 novembre 2001 en remportant une bataille royale,. Il perd ce titre le lendemain face à Juventud Guerrerra mais Kash devient à nouveau champion le 22 décembre. Il est le dernier champion du monde poids lourd-légers car cette fédération ferme en 2002.

### Total Nonstop Action Wrestling (2002-2005)
Kash apparaît pour la première fois le 14 août 2002 où il fait équipe avec Shark Boy et Slim Jay et ils perdent face à Amazing Red, Joel et Jose Maximo.

### Retour à la Total Nonstop Action Wrestling (2011-2013)

#### Retour et Course au X Division Champion (2011-2012)
Il fait son retour à la TNA le 11 août en coulisses avec tous les membres de la X Division. Lors de Impact Wrestling du 18, il participe à un 8-Gauntlet match mais se fait éliminer en 6e par Jesse Sorensen. Le 25 août, il bat Jesse Sorensen avec un roll up. Lors d'Impact Wrestling à Huntsville Alabama du 1er septembre 2011, il perd avec Austin Aries face à Brian Kendrick et Jesse Sorensen. Lors de No Surrender, il perd contre Jesse Sorensen. Lors de Turning Point, il perd contre Austin Aries dans un match qui comprenait aussi Jesse Sorensen et ne remporte pas le TNA X Division Championship. Lors de Final Resolution, il perd contre Austin Aries et ne remporte pas le TNA X Division Championship. Lors de Genesis, il perd contre Austin Aries dans un match qui comprenait aussi Jesse Sorensen et Zema Ion et ne remporte pas le TNA X Division Championship.

#### Diverse Rivalité et Départ (2012-2013)
Lors du Xplosion du 4 avril, il perd contre Devon et ne remporte pas le TNA Television Championship. Lors de Slammiversary, il perd contre Hernandez.Lors de l'Impact Wrestling du 15 novembre, il perd contre Rob Van Dam et ne remporte pas le TNA X Division Championship. Lors du Xplosion du 5 décembre, il perd contre Samoa Joe et ne remporte pas le TNA X Division Championship. Lors de One Night Only: X-Travaganza 2013, Douglas Williams et lui battent Rashad Cameron et Tony Nese.
Le 23 janvier 2013, le profil de Kash a été retiré de la page du Roster de la TNA.

#### Retour (2013)
Lors de One Night Only: Joker's Wild 2013, Douglas Williams et lui perdent contre Jessie Godderz et Mr. Anderson lors du premier tour du Joker's Wild Tournament.

### Retour sur le Circuit Indépendant (2013- 2015)
Lors de HRT Banned In The USA, il bat Little Guido lors du premier tour du tournoi pour le HRT Heavyweight Championship. Lors de HRT Born 2B Wired, il perd contre Angel dans un Elimination Match qui comprenait également 2 Cold Scorpio en finale du tournoi et ne remporte pas le HRT Heavyweight Championship vacant.

## Carrière de combattant d'arts martiaux mixtes
En octobre 2016, la Valor Fights annonce que Cash va affronter Lindsay Jones le 5 novembre. Il perd ce combat par KO technique au bout de 39 secondes.
| 1 combats      | 0 victoires | 1 défaites |
| Par KO         | 0           | 1          |
| Par soumission | 0           | 0          |
| Sur décision   | 0           | 0          |

| Résultat | Record | Adversaire    | Méthode      | Événement       | Date            | Round | Temps | Lieu                              | Notes |
| -------- | ------ | ------------- | ------------ | --------------- | --------------- | ----- | ----- | --------------------------------- | ----- |
| Défaite  | 0-1    | Lindsey Jones | KO technique | Valor Fights 38 | 5 novembre 2016 | 1     | 0:39  | Nashville (Tennessee), États-Unis |       |

## Palmarès
- Extreme Championship Wrestling (ECW)
  - 1 fois champion du monde Télévision de l'ECW[26]

- Juggalo Championship Wrestling (JCW)
  - 1 fois champion poids lourd de la JCW[27]

- Total Nonstop Action Wrestling (TNA)
  - 1 fois champion de la division X de la TNA[28]
  - 2 fois champion du monde par équipes de la National Wrestling Alliance[a] avec Dallas[29]

- United States Wrestling Organization (USWO)
  - 2 fois champion poids lourd de la USWO[30]

- World Wrestling Council (WWC)
  - 1 fois champion du monde des poids lourd junior du WWC[31]

- World Wrestling Entertainment (WWE)
  - 1 fois champion des poids lourd légers WWE[32]

- X Wrestling Federation (XWF)
  - 2 fois champion du monde pdes poids lourd légers de la XWF[22]

## Récompenses des magazines
- Pro Wrestling Illustrated

| Année | 1996       | 1997 | 1998 à 1999 | 2000 | 2001       | 2002 | 2003       | 2004 | 2005 | 2006 |
| ----- | ---------- | ---- | ----------- | ---- | ---------- | ---- | ---------- | ---- | ---- | ---- |
| Rang  | 356        | 306  | Non classé  | 68   | 114        | 71   | Non classé | 71   | 65   | 228  |
| Année | 2007       | 2008 | 2009        | 2010 | 2011       | 2012 | 2013       |      |      |      |
| Rang  | Non classé | 228  | 240         | 414  | Non classé | 106  | 265        |      |      |      |